# Heaven :x: Hell
Heaven :x: Hell es el octavo y último álbum de estudio de la banda canadiense Sum 41. Fue lanzado como doble álbum el 29 de marzo de 2024 a través de Rise Records. El álbum se lanzó casi cinco años después de Order In Decline (2019), marcando la segunda brecha más larga entre dos álbumes de estudio en su carrera; también se estrenó en el decimotercer aniversario de Screaming Bloody Murder (2011). Este fue su único lanzamiento en Rise, ya que salió del sello independiente Hopeless Records en 2023. También fue su álbum de estudio más largo, con una duración de 55 minutos.
La banda lanzó el sencillo principal "Landmines" el 27 de septiembre de 2023. Un segundo sencillo, "Rise Up", fue lanzado el 12 de diciembre.

## Antecedentes
El 22 de febrero de 2022, la banda anunció una gira por Estados Unidos con Simple Plan llamada gira Blame Canada que se desarrolló de abril a agosto de 2022.
El 23 de marzo de 2022, la banda anunció el álbum y sus estilos musicales, con el lado "Heaven" volviendo a su estilo pop punk anterior y el lado "Hell" continuando con su reciente sonido de metal más pesado. Sin embargo, no revelaron una fecha de lanzamiento. El vocalista Deryck Whibley lo describió como "una especie de guiño a Black Sabbath", refiriéndose al álbum de esa banda del mismo nombre:

Obviamente conocemos el disco y lo amamos, y sabíamos que, ya sabes, llamarlo así era... Lo miramos como: "Bueno, ¿sabes qué? Lo han tenido durante unos 42 años". . Nosotros nos encargaremos desde aquí".

El 22 de febrero de 2023, se anunció que la banda tocaría en When We Were Young el 22 de octubre de 2023.
El 8 de mayo de 2023, la banda anunció que se disolvería después de lanzar el álbum y posteriormente realizaría una gira para promocionarlo durante 2024; la gira comenzará el 12 de enero de 2024 en Music Box en San Diego, California, y finalizará el 23 de noviembre de 2024 en el Paris La Défense Arena de Nanterre, Francia. La fecha de lanzamiento del álbum se anunció el 12 de diciembre de 2023, junto con el lanzamiento de "Rise Up".

## Lanzamiento
El sencillo principal, "Landmines", se lanzó el 27 de septiembre de 2023, junto con un vídeo musical y el anuncio de su firma con Rise Records.
El segundo sencillo, "Rise Up", fue lanzado el 12 de diciembre de 2023, junto con su vídeo musical y la fecha de lanzamiento del álbum.
El tercer sencillo, "Waiting on a Twist of Fate", fue lanzado el 22 de febrero de 2024, junto con un vídeo musical.

## Lista de canciones
| Heaven |                              |             |          |  |
| N.º    | Título                       | Producer(s) | Duración |  |
| 1.     | «Waiting on a Twist of Fate» |             | 2:46     |  |
| 2.     | «Landmines»                  | Whibley     | 2:55     |  |
| 3.     | «I Can't Wait»               |             | 2:05     |  |
| 4.     | «Time Won't Wait»            |             | 2:30     |  |
| 5.     | «Future Primitive»           |             | 2:12     |  |
| 6.     | «Dopamine»                   |             | 3:06     |  |
| 7.     | «Not Quite Myself»           |             | 2:54     |  |
| 8.     | «Bad Mistake»                |             | 3:03     |  |
| 9.     | «Johnny Libertine»           |             | 1:35     |  |
| 10.    | «Radio Silence»              |             | 3:23     |  |

| Hell |                                                |             |          |  |
| N.º  | Título                                         | Producer(s) | Duración |  |
| 11.  | «Preparasi a Salire»                           |             | 1:08     |  |
| 12.  | «Rise Up»                                      | Whibley     | 3:16     |  |
| 13.  | «Stranger in These Times»                      |             | 2:57     |  |
| 14.  | «Don't Need Anyone»                            |             | 3:10     |  |
| 15.  | «Over the Edge»                                |             | 3:09     |  |
| 16.  | «House of Liars»                               |             | 3:06     |  |
| 17.  | «You Wanted War»                               |             | 3:31     |  |
| 18.  | «Paint It Black» (cover de The Rolling Stones) |             | 2:42     |  |
| 19.  | «It's All Me»                                  |             | 2:18     |  |
| 20.  | «How the End Begins»                           |             | 3:16     |  |

## Personal
- Sum 41
  - Deryck Whibley - Guitarras, Vocalista, Piano/Teclados, Productor
  - Dave Baksh - Guitarras, Vocalista
  - Tom Thacker - Guitarras
  - Cone McCaslin - Bajo, coros
  - Frank Zummo - Batería, coros